# 威廉·伍德
威廉·伍德（英語：William Wood，1899年1月6日—1969年10月2日），加拿大男子赛艇运动员。他曾代表加拿大参加1924年夏季奥林匹克运动会赛艇比赛，获得男子四人单桨无舵手银牌。